# ドリーム・ジェネレーション 〜恋か? 仕事か!?…〜
『ドリーム・ジェネレーション 〜恋か? 仕事か!?…〜』（ドリームジェネレーション こいか しごとか）は、メサイヤより発売されたセガサターン、PlayStation用恋愛シミュレーションゲーム。PSではメーカー合同企画のベストヒロインセレクションとして『もう一度君に会いたい…Loved.1 ドリーム・ジェネレーション』のタイトルで廉価版が1999年9月9日に発売された。
開発のレインディアは『デスクリムゾン』で知られるエコールソフトウェアの100%子会社であり、本作は実質的なエコールソフトウェアの三作目にあたる。

## 概要
恋愛アドベンチャーに職業の要素を取り入れたシミュレーションゲームで主人公は1年の期間中、映画監督、プロゴルファー、ギャンブラー、フリーターの中から目指す職業を選び、女の子とも交流を深め恋愛、夢の両方を叶える。
毎週始めに1週間のスケジュールを決め、毎日の生活費として所持金から3000円を消費、土曜日は仕事や女の子の情報収集と平日の行動の結果判明、日曜日は唯一デートができる日で時間内ならその日のうち何人ともデートが可能で、他の女の子とバッタリ会ってしまったり予定をすっぽかされたりするイベントもある。

## ストーリー
六条虎之介は将来の不安を抱えつつも高校を卒業してから1年、大学生になっていた。同窓会で高校の同級生と会うことになり、そこで他の子たちは将来の夢をきちんと持っていることを知り、自分も聞かれて夢を答える。来年また会うことを約束して虎之介は自分に合った仕事や恋人を捜すことになる。

## 登場人物
六条 虎之介
声 - なし
本作の主人公。19歳。4月20日生まれ。将来に不安を抱えて汐見台大学に入るも、旅行やアルバイトばかりで講義にはあまり行っていなかった。高校の同窓会に参加したのを機に仕事や恋愛について考えるようになる。だがその矢先、家が雪で押し潰されてしまい友達の家に2週間泊めてもらった後、他の友達に助けを求めるも駄目で、河原の段ボールハウスでホームレス状態の生活を送ることになる散々な目に遭う。
蓮宮 瀬里奈
声 - 川上とも子
19歳。12月20日生まれ。血液型O型。身長162cm。3サイズはB82、W58、H85。
裕福な家庭で育った優しいお嬢様。汐見台大学家政学科2年生。高校時代はみんなのマドンナだった。時間を守らなくても許してくれるが近寄りがたい雰囲気がある。誰にでも優しく接しようとする性格。趣味はピアノ、お菓子作り。杏子とヒロインの座を二分する存在。
有末 杏子
声 - かないみか
19歳。2月13日生まれ。血液型AB型。身長156cm。3サイズはB80、W60、H82。
虎之介とは幼馴染。汐見台短期大学保育科2年生。虎之介の家が豪雪被害に遭ったため自分の家に泊めてあげた。結構真面目で童顔で男女問わず話せはするが恥ずかしがり屋で男相手だとよそよそしく、子供っぽい性格。虎之介とだけは打ち解けあって会話ができる。ペットを飼育する事が趣味。将来の夢は保母。
真木 あやめ
声 - 桂川千絵
19歳。4月3日生まれ。血液型O型。身長163cm。3サイズはB82、W58、H86。
虎之介の高校時代の同級生。絵が得意で漫画家を夢見る。マイペースな性格で考えることが苦手。だがそれは表向きで彼女の漫画からは意外と目立ちたがり屋であることが見てとれる。趣味はサイクリング。両親が離婚しているため恋愛には慎重。
椿沢 静緒
声 - 雪絵れな
19歳。7月28日生まれ。血液型A型。身長158cm。3サイズはB82、W56、H84。
虎之介の高校時代の同級生。成金の父を持ち、当初は受け継いだ性格で女王様のような高飛車な態度をとるが交流することで変化が生じる。デートにはなかなか応じてくれないが変わったプレゼントには喜ぶ。汐見台大学国際学科2年生。趣味は旅行、映画鑑賞。
風巻 理奈
声 - 成田紗矢香
18歳。4月5日生まれ。血液型B型。身長160cm。3サイズはB87、W56、H89。
大人びた雰囲気だが虎之介より年下。規則正しい生活が苦手で高校は2年で中退、宝石店でアルバイトをして自由気ままに暮らしている。サバサバした感じだが実は気弱でさびしがり屋。小さい頃から仕事で忙しい親を見ていたせいで優雅な生活に憧れる。趣味はショッピング。
橘 ルリ子
声 - 原瑞希
22歳。5月10日生まれ。血液型A型。身長160cm。3サイズはB84、W59、H85。
虎之介の義理の姉。汐見台病院研修医。大人の色気があり冷静沈着で気まじめな雰囲気を漂わせている。虎之介が幼いころはよく面倒を見てもらったが血の繋がりはなく、そのあたりの話にはナーバスになる。趣味はダイビング、読書。
ジュディ 今泉
声 - 扇乃美由紀
21歳。6月30日生まれ。血液型AB型。身長168cm。3サイズはB85、W60、H88。
日本人の父とスウェーデン人の母を持つハーフ。母親が日本の伝統文化などを重んじるため、身近なギャルより古風でおしとやかな物腰の日本人的な性格に育った。職業はスチュワーデス。趣味はドライブ、茶道、華道。
進藤 由香子
声 - 菊池由美
20歳。11月2日生まれ。血液型O型。身長162cm。3サイズはB85、W59、H87。
ぶうびぃゴルフショップのアルバイト店員。子供のころから自分の店を持つのが夢。行動的で頼りになる性格だが、意外とドジなところがある。趣味は陶芸とカラオケ。
夏川 咲
声 - 吉田古奈美
16歳。9月6日生まれ。血液型B型。身長172cm。3サイズはB83、W55、H83。
小さい頃からモデルをしている月見高校2年生。ボーイッシュな外見と思った事は実行する男勝りな性格で新し物好きな元気で明るい少女。お祭りごとを好む。趣味はゲーム、ロック系コンサート。
一之江次郎
声 - 山川敦也
虎之介の先輩。超宇宙研究所で助手として働いている。面倒見の良い性格。
辻堂弧太郎
声 - 千葉進歩
虎之介の同級生。親が資産家の美男子でプレイボーイ。
須賀三郎
声 - 田代智宏
虎之介の同級生。美少年だが、子供の頃から勉強ばかりしており女の子との噂がない。ミステリーが好き。
鼓竜四郎
声 - 風間勇刀
虎之介の親友。ミュージシャン志望。頼まれたら断れない性格で、虎之介にいつも面倒事を押し付けられる。

## 評価
SS版はファミ通クロスレビューでは7、6、7、6の26点。レビュアーは自由度が高くて「途方にもくれる」とも表現、攻略し甲斐があって音声やグラフィックを賞賛したがメッセージ関係などシステム周りがあと一歩洗練されていないとした。PS版は7、7、6、6の26点。
ファミ通PSクロスレビューでは7、4、6、4の21点。レビュアーはデートの待ち合わせ場所に戻ることなど意味がわからないことを理由に感情移入ができない、自分が女性であるため主人公の偉そうな言動についていけない、ボタンを押し間違えてデートを3回連続で断ってしまったとする者がいた。
セガサターンマガジンでは7、6、4の17点。レビュアーはゲーム開始前にシステム解説があることや会話を1つ前まで見返せるとしたが、プレイヤーが操作できるのは土日のみ、男性キャラクターの性格が悪くて「羊の皮を被った狼的なソフト」と表現した他、1回のクリアには数日程度だとした。
SATURN FANでは7、7、6の20点。レビュアーはシステムについて充実していて細かく丁寧だがなれる職業が3つしかなくてぱっとしないとした者と、よくあるシステムでなれる職業は一風変わっていて面白いとした者で分かれた。